# Asefat ha-nivharim
La Asefat ha-nivharim ((he)אספת הנבחרים) était une assemblée fondée en 1920 représentative élue des Juifs (Yichouv) de la Palestine, conquise par l'armée britannique dès décembre 1917 par les forces sous le commandement du général Allenby et devenue ensuite territoire sous mandat confiée à la Grande Bretagne par décision de la Société des Nations en 1922.
Il s'agissait d'une émanation des organisations politiques juives qui appellent tous les juifs établis en Palestine gérée par la puissance britannique  à voter pour envoyer des membres à une assemblée chargée de faire des propositions à la Grande-Bretagne. Cette dernière eut toutefois, pour interlocuteur privilégié, en 1922, " l'exécutif sioniste en Palestine ", puis, à compter de 1929, l'Agence juive. En effet, la Société des Nations avait prévu dès 1920, qu'un « organisme juif convenable » (article 4 du mandat)  devait être le représentant des Juifs établis en Palestine, auprès de la Grande Bretagne. 

## Fonctionnement
Les premières élections ont eu lieu en 1920. Tous les juifs de Palestine pouvaient voter et de grands débats eurent lieu lors de la création de l’assemblée, notamment quant au droit de vote des femmes. Celui-ci était refusé par une partie des juifs  religieux, avec entre autres arguments le fait que même la République française laïque ne leur donnait pas ce droit. Lors des élections de 1920, en fin de compte, toutes les femmes purent voter.
Le principe des « curies » fut par ailleurs instauré pour assurer la représentation distincte des Ashkénazes, des Séfarades et des Juifs yéménites .Ces deux dernières catégories seront d'ailleurs encore été représentées par des organisations spécifiques, lors des premières mandatures des de la Knesset, lors des élections législatives israéliennes de 1949, de 1951 et de 1955. 
En pratique,cette assemblée - Asefat ha-nivharim- n'aura pas de forte influence, sur la vie quotidienne des Juifs établis en Palestine mandataire. Ses élections servaient surtout à peser l'influence des différents courants politiques sionistes mais participeront aussi à la création d'une culture politique pluraliste.
D'autres institutions sionistes auront une influence plus déterminante dans la vie du Yichouv de la Palestine mandataire : l'Agence juive, principalement, mais aussi la Histadrout (centrale syndicale).
L'exécutif issu de l'assemblée Asefat ha-nivharim était le Va'ad Le'ummi ou Conseil national, qui fut une structure qui n' avait  pas de pouvoirs réels.
Avec la création des partis politiques sionistes, l'assemblée sera reconnue par les Britanniques en juillet 1927, lorsque ceux-ci reconnaissent une seule communauté juive intégrée, la Knesset-Israël, dotée d'organes politiques propres.
Les élections avaient lieu à la proportionnelle intégrale, mode de scrutin qui est maintenu à quelques détails près (notamment le seuil de représentation, qui demande un minimum de 3 % de voix pour avoir  un député en 2020 à la Knesset). 

## Courants politiques
Quatre grands courants se partagent le Yichouv :
- La gauche : partagée entre les sociaux démocrates que sont les travaillistes du Mapaï, parti créé en 1930 par la fusion des courants socialistes « réformistes » et deux partis d'extrême-gauche : l'Hachomer Hatzaïr et le Poale Sion Smole. Ces deux derniers partis se réuniront à leur tour en 1948 pour créer le Mapam. La gauche ne cesse de se renforcer au cours des années 1920 et devient nettement dominante au début des années 1930. La fédération syndicale  Histadrout, possesseur d'une grande partie de l'appareil économique, lui sert aussi de relais. La Histradrout est aussi à l'origine des premiers  groupes armés chargés de défendre les Juifs en Palestine , composant la Haganah.

- Le centre droit : on trouve le parti des Sionistes généraux, nationalistes modérés et libéraux, parfois alliés à la gauche travailliste.
- La droite :  on trouve le Parti révisionniste, beaucoup plus nationaliste, qui sera à la base du parti Hérout (" Liberté "), fondé en 1948 par des anciens membres des groupes armés de l'Irgoun- fondée en 1937- et d'une scission de l'Irgoun - le Lehi qui a été créé à la fin de 1940 et au début de 1941. Le parti Hérout fut présidé par Menahem Begin dès 1948, ancien principal chef de l' Irgoun et véritable matrice du futur parti Likoud qui arrivera au pouvoir, après avoir gagné les élections législatives de 1977. Très hostile aux idées et principes des travaillistes sionistes, le Parti révisionniste finira par quitter les institutions sionistes en 1935 et sera à la base d'une nouvelle organisation sioniste dite « révisionniste » qui se veut aussi mondiale. Le parti révisionniste refusera de participer aux dernières élections de l'assemblée " asefat ha-nivarim " en 1944.
- Les sionistes religieux  : divisés avec deux tendances : celle liée aux Mizrahi (religieux conservateurs) et celle adepte des idées des Hapo'el Hamizrachi (religieux « sociaux », influencés par les idées de gauche).

Pour mémoire, il convient également de citer les ultra-orthodoxes non-sionistes de l'Agoudat Israel et du Poale Agoudat Israël (ce dernier étant plus nationaliste et plus influencé par les doctrines « sociales »). Mais les ultra-orthodoxes n'acceptent pas de voter à l'assemblée. 
Toutefois, ils participent de façon limitée aux institutions sionistes, après la création de l'Agence juive, en 1929.

## Élections
Elles devaient avoir lieu tous les cinq ans mais il n'y a eu finalement que quatre élections : 
- en 1920, il y eut 20 listes, 22 200 votants et 314 élus ;
- en 1925, il y eut 26 listes, 36 437 votants et 221 élus ;
- en 1931, il y eut 12 listes, 50 436 votants et 71 élus (la gauche, la droite, le centre et les religieux sionistes recueillent respectivement 42,3 %,  32,4 % et 7 % des suffrages) ;
- en 1944, il y eut 18 listes, 202 448 votants et 171 élus. Ces élections furent boycottées par la droite nationaliste, représentée par le Parti révisionniste.

Il n'y aura pas d'élections en 1936, à cause du commencement de la grande révolte arabe - qui sera finalement matée en 1939.   
De mêmes, les élections devant avoir lieu en 1941, ne purent être organisées en raison de la seconde guerre mondiale.  

## La fin de l'assemblée et la création de la Knesset
Après la création de l'État d'Israël, le 14 mai 1948, à 16 heures et proclamé à Tel Aviv au musée des Beaux Arts par David Ben Gourion, alors président du Yichouv  il est décidé par le gouvernement provisoire israélien et les partis politiques présents qu'un parlement doit être mis en place. 
Il sera composé d'une seule Chambre et les élections auront lieu au scrutin de liste, à la proportionnelle intégrale, afin de représenter toutes les tendances politiques. 
Ce sera la Knesset, qui sera établie officiellement après les premières élections générales en Israël qui ont lieu en janvier 1949 et qui verront alors la victoire des partis de tendance travailliste.
La Knesset apparaît comme le successeur de l'assemblée " Asefat ha-nivharim ".